# Monastero di Lanzo
Monastero di Lanzo (arpità Moutier) és un municipi italià, situat a la ciutat metropolitana de Torí, a la regió del Piemont. L'any 2007 tenia 424 habitants. Està situat a les Valls de Lanzo, una de les Valls arpitanes del Piemont. Limita amb els municipis de Cantoira, Ceres, Coassolo Torinese, Lanzo Torinese, Locana i Pessinetto.

## Administració
| Període | Identitat        | Partit        |
| ------- | ---------------- | ------------- |
| 2004-   | Nicola Ferroglia | Llista cívica |